# Жвания, Кахабер
Кахабер Жвания (род. 31 мая 1983) — грузинский боксёр, представитель полусредних весовых категорий. Выступал за сборную Грузии по боксу в период 2004—2009 годов, бронзовый призёр чемпионата Европы, победитель и призёр турниров международного значения, участник летних Олимпийских игр в Пекине. Ныне — тренер по боксу.

## Биография
Кахабер Жвания родился 31 мая 1983 года.
Дебютировал на взрослом международном уровне в сезоне 2004 года, когда вошёл в состав грузинской национальной сборной и выступил на Мемориале Феликса Штамма в Варшаве, где разыгрывались путёвки на летние Олимпийские игры в Афинах. Тем не менее, уже в 1/8 финала первой полусредней весовой категории проиграл по очкам болгарину Борису Георгиеву. При этом на европейском первенстве в Пуле дошёл до четвертьфинала, потерпев поражение от француза Вилли Блена.
В 2005 году поднялся в полусредний вес, боксировал на Кубке мира в Москве и на чемпионате мира в Мяньяне, где был побеждён в четвертьфинале казахом Бахтияром Артаевым.
Завоевал бронзовую медаль на чемпионате Европы 2006 года в Пловдиве, уступив на стадии полуфиналов другому болгарскому боксёру Спасу Генову.
В 2007 году стал бронзовым призёром турнира братьев Кличко в Киеве, проиграв в полуфинале узбеку Дильшоду Махмудову, и побывал на чемпионате мира в Чикаго, где уже на предварительном этапе был остановлен американцем Деметриусом Андраде, который в итоге и стал победителем мирового первенства.
На первой европейской олимпийской квалификации в Пескаре дошёл лишь до четвертьфинала, уступив англичанину Билли Джо Сондерсу, тогда как на второй квалификации в Афинах пробился в финал, проиграв в решающем поединке представителю Франции Жауаду Шигеру, и тем самым прошёл отбор на Олимпийские игры 2008 года в Пекине. На Играх уже в первом бою категории до 69 кг встретился с американцем Андраде, будущим чемпионом мира среди профессионалов, и потерпел от него поражение со счётом 9:11.
После пекинской Олимпиады Жвания ещё в течение некоторого времени оставался в составе боксёрской команды Грузии и продолжал принимать участие в крупнейших международных турнирах. Так, в 2009 году он одержал победу на турнире Альгирдаса Шоцикаса в Каунасе, в частности в финале взял верх над представителем Украины Евгением Хитровым. Боксировал и на чемпионате мира в Милане — благополучно прошёл первых двоих соперников по турнирной сетке, но затем в 1/8 финала был побеждён ирландцем Уильямом Маклофлином.
Завершив спортивную карьеру, занялся тренерской деятельностью. Занимал должность главного тренера Федерации бокса Одесской области.